# Lady Victoria Colliery

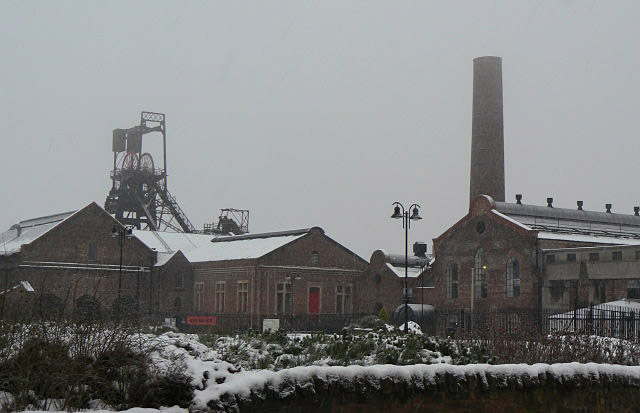
Lady Victoria Colliery

Die Lady Victoria Colliery ist ein ehemaliges Kohlebergwerk in der schottischen Stadt Newtongrange in der Council Area Midlothian. Heute ist die Anlage als Scottish Mining Museum für Besucher geöffnet. 1990 wurde das Bauwerk in die schottischen Denkmallisten in der höchsten Kategorie A aufgenommen. Eine ehemalige Klassifizierung als Scheduled Monument wurde zwischenzeitlich aufgehoben.

## Geschichte
Schomberg Kerr, 9. Marquess of Lothian und Archibald Hood gründeten in den 1890er Jahren die Lothian Coal Company. Diese veranlasste die Einrichtung der Lady Victoria Colliery, die schließlich 1895 den Betrieb aufnahm. Ihr Name leitet sich von Lady Victoria, der Ehefrau des Marquess of Lothian ab. Ihren Höhepunkt erreicht die Anlage im Jahre 1953 als 1765 Personen beschäftigt wurden. Die Schließung erfolgte 1981. Im Jahre 2007 stellte der Heritage Lottery Fund Mittel zur Restaurierung zur Verfügung. Anschließend wurde die Anlage als Museum eröffnet.

## Beschreibung
Die Anlage liegt im Südwesten von Newtongrange direkt an der Waverley Line, welche bis zu ihrer Schließung 1969 einen bedeutenden Transportweg bot. Die Anlage gilt als besterhaltenes Kohlebergwerk aus der Zeit vor dem Ersten Weltkrieg im Vereinigten Königreich. Der Schacht wurde auf 530 m abgeteuft und war damit zu Bauzeiten der tiefste Schottlands. 1948 wurde auf eine Tiefe von 489 m begrenzt. Die Victoria Colliery gehörte zu den ersten Bergwerken Schottlands, in denen extensiv auf die Nutzung von elektrischem Strom gesetzt wurde. Das betriebseigene Kraftwerk war zur Eröffnung fertiggestellt und wurde 1924 erweitert. Auffällig ist, dass das Bergwerk trotz seiner Größe nur über einen einzelnen Schacht verfügt. Dies ist in ihrer Verbindung mit der nahegelegenen Lingerwood Colliery begründet. Die Dampfmaschine zum Betrieb des Förderturms ist die leistungsstärkste erhaltene in Schottland. Für die Arbeiter wurde eine Siedlung aus Backsteinhäusern errichtet, die unter der Aufsicht der Betriebsleitung stand.